# Číhaná (Teplá)
Číhaná (németül Kschiha) Teplá településrésze Csehországban a Karlovy Vary-i kerület Chebi járásában. Központi községétől 6 km-re északnyugatra fekszik. A 2001-es népszámlálási adatok szerint 16 lakóháza és 5 lakosa van.